# 1959 en Italie
Chronologie de l'Italie
- 1955
- 1956
- 1957
- 1958
- 1959
- 1960
- 1961
- 1962
- 1963

## Événements
- 23 janvier : le gouvernement Fanfani démissionne[1].
- 25 janvier : le pape Jean XXIII annonce la convocation d'un concile œcuménique, le premier depuis 1870 (Vatican II)[2].
- 31 janvier : Amintore Fanfani, victime d’une coalition hétéroclite composée de petits agriculteurs mécontents, de milieux d’affaires opposés à l’intervention gouvernementale dans le domaine économique et de l’Action catholique, démissionne du secrétariat général de la Démocratie chrétienne[3].

- 15 février : Antonio Segni forme un gouvernement DC homogène (fin le 23 mars 1960)[4].

- 9 mars : constitution du courant « dorotei (it) » à la gauche de la Démocratie chrétienne lors d'une réunion tenue au couvent des religieuses de Santa Dorotea à Rome[5].
- 15-18 mars : Aldo Moro est élu secrétaire politique de la Démocratie chrétienne lors du conseil national réunit à la Domus Mariae à Rome[3].
- 13 avril : le premier réacteur nucléaire italien est inauguré à Ispra[6].

- 8 mai : la Fête des Mères est célébrée pour la première fois[7].
- 17 mai : élections régionales en Vallée d'Aoste[8].
- 7 juin : élections régionales en Sicile[8].
- 15 juin : décret n ° 393 ; publication du premier code de la route[9].
- 26 juin : grave accident d'avion à Olgiate Olona. Un quadrimoteur Lockheed Super Constellation de Trans World Airlines explose et se désintègre au sol faisant 69 victimes[10].
- 1er juillet-31 décembre : présidence italienne du Conseil de la Communauté économique européenne.
- 31 juillet : création du ministère du Tourisme[11].
- Été : augmentation considérable du taux de croissance jusqu’à la fin de 1963.
- 24 août : ouverture de la mostra de Venise.
- 24 août- 12 septembre : premier séminaire de droit européen d'Urbino[12].

- 16 septembre : 59 personnes sont tuées dans l’effondrement d’un bâtiment de la via Canosa (it) à Barletta[13].

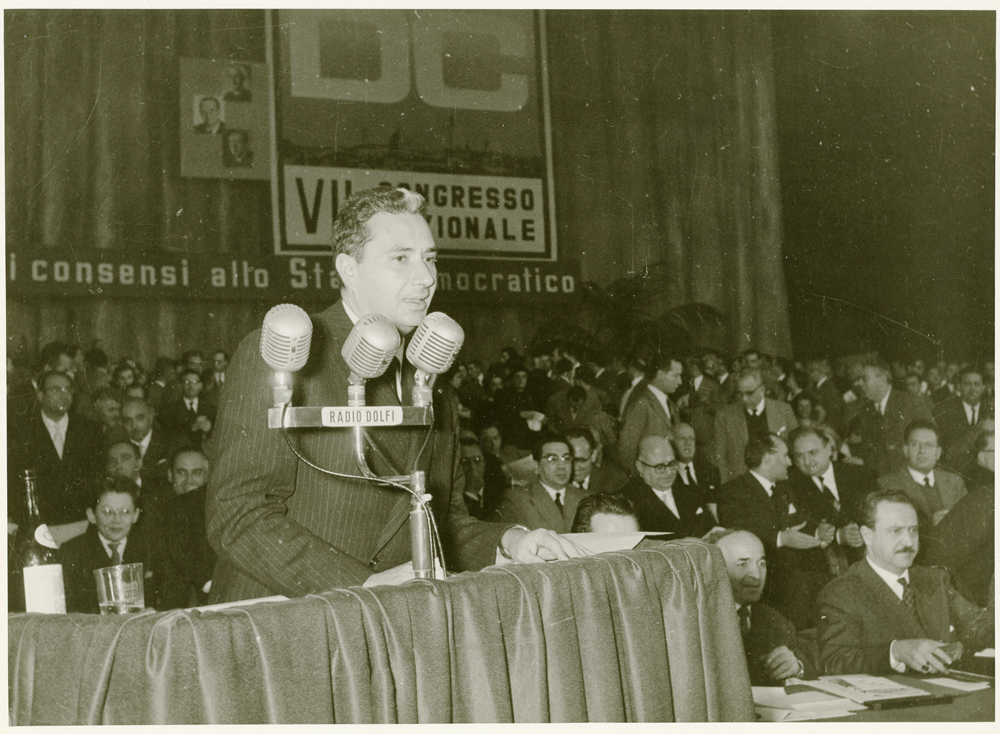
Aldo Moro au congrès de DC de 1959.

- 23 - 28 octobre : au congrès de Florence, Aldo Moro, soutenu par la tendance centriste de la DC aux ambitions modérées, devient secrétaire général de la Démocratie chrétienne italienne[14].
- 12 décembre : inauguration de l'Obélisque de Marconi à Rome[15].

## Culture
- 11-13 juin : septième festival de la chanson napolitaine.
- 24 septembre : premier Zecchino d'Oro, Festival international de chansons pour enfants, diffusé sur la Rai 1.

### Cinéma
- 4e cérémonie des David di Donatello.
- Box-office Italie 1959-1960.

#### Films italiens sortis en 1959
- 7 octobre : Il generale Della Rovere (Le Général Della Rovere), film de Roberto Rossellini
- 24 octobre : Un maledetto imbroglio (Meurtre à l'italienne), film de Pietro Germi

#### Mostra de Venise
- Lion d'or pour le meilleur film : Le Général Della Rovere (Il generale Della Rovere) de Roberto Rossellini et La Grande guerre (La Grande guerra) de Mario Monicelli
- Coupe Volpi pour la meilleure interprétation masculine : James Stewart pour Autopsie d'un meurtre (Anatomy of a Murder) de Otto Preminger
- Coupe Volpi pour la meilleure interprétation féminine : Madeleine Robinson pour À double tour de Claude Chabrol

### Littérature

#### Livres parus en 1959
- Italo Calvino : Le Chevalier inexistant.

#### Prix et récompenses
- Prix Strega : Giuseppe Tomasi di Lampedusa, Il Gattopardo (Le Guépard) (Feltrinelli)
- Prix Bagutta : Italo Calvino, Racconti, (Einaudi)
- Prix Napoli : ex aequo : Mario Pomilio, Il nuovo corso, (Bompiani) et Domenico Rea, Una vampata di rossore, (Mondadori)
- Prix Viareggio : Marino Moretti, Tutte le novelle

## Naissances en 1959
- 8 juillet : Salvatore Cantalupo, acteur. († 13 août 2018)
- 21 décembre : Sergio Rubini, acteur, scénariste et réalisateur.

## Décès en 1959
- 2 juin : Lyda Borelli, 75 ans, actrice de théâtre et de cinéma italienne, considérée comme une diva du cinéma muet italien. (° 22 mars 1884)